# فیلیپ لنارت
فیلیپ ادوارد آنتون لِنارت (Philipp Eduard Anton Lenard)، (به مجاری: Lénárd Fülöp Eduárd Antal) ‏ (زاده ۷ ژوئن ۱۸۶۲ در پرسبورگ، اسلوواکی - درگذشته ۲۰ مه ۱۹۴۷ در مسلهاوزن، آلمان) فیزیکدان آلمانی مجارالاصل و برندهٔ جایزه نوبل فیزیک است.
او در سال ۱۹۰۵ جایزه نوبل فیزیک را به دلیل تحقیقاتش بر روی پرتوهای کاتودیک و کشف بعضی از ویژگی‌های آن‌ها به‌دست‌آورد.
او از جمله هواداران اندیشه ناسیونال سوسیالیسم بود.
او همچنین نظریات و تئوری های آلبرت اینشتین در علم، به خصوص نظریه نسبیت را "فیزیک یهودی" خواند.

## مدل اتمی لنارت
این مدل اتمی را در سال ۱۹۰۷ میلادی، فیلیپ لنارت، فیزیکدان آلمانی، طرح کرد. مدل اتمی لنارت با مدل اتمی تامسون و مدل اتمی رادرفورد متفاوت است. لنارت مشاهده کرد که ذرات پرتو کاتدی در ماده نفوذ می‌کنند. از این رو، معتقد شد که بیشتر حجم اتم نباید مانع نفوذ این پرتوها شوند. در مدل لنارت الکترون و بار مثبتی جدا از آن وجود ندارد. اتم در این مدل از ذراتی به نام دینامید تشکیل شده‌اند و هر دینامید یک دوقطبی الکتریکی با جرمی معین است.
فرض لنارت بر این است که همهٔ دینامیدها یکسان هستند، و یک اتم شامل آن عده دینامید است که برای ساختن جرم آن ضروری است. دینامیدها در سراسر حجم اتم توزیع شده‌اند، ولی شعاع هر یک در مقایسه با شعاع اتم به قدری کوچک است که بخش عمدهٔ اتم خالی است.